# 80 (numero)
Ottanta (cf. latino octoginta, greco ὀγδοήκοντα) è il numero naturale dopo il 79 e prima dell'81.

## Proprietà matematiche
- È un numero pari.
- È un numero composto, con 10 divisori: 1, 2, 4, 5, 8, 10, 16, 20 e 40, 80. Poiché la somma dei divisori (escluso il numero stesso) è 106 > 80, il numero è abbondante.
- È un numero semiperfetto in quanto pari alla somma di alcuni (o tutti) i suoi divisori.
- È un numero di Harshad nel sistema numerico decimale.
- È un numero rifattorizzabile, essendo divisibile per il numero dei suoi divisori.
- È un numero piramidale ennagonale.
- È parte delle terne pitagoriche (18, 80, 82), (39, 80, 89), (48, 64, 80), (60, 80, 100), (80, 84, 116), (80, 150, 170), (80, 192, 208), (80, 315, 325), (80, 396, 404), (80, 798, 802), (80, 1599, 1601).
- È un numero palindromo nel sistema di numerazione posizionale a base 6 (212) e un numero a cifra ripetuta nel sistema posizionale a base 3 (2222) e a base 9 (88).
- È un numero pratico.
- È un numero congruente.

## Astronomia
- 80P/Peters-Hartley è una cometa periodica del sistema solare.
- 80 Sappho è un asteroide della fascia principale del sistema solare.
- NGC 80 è una galassia lenticolare della costellazione di Andromeda.

## Astronautica
- Cosmos 80 è un satellite artificiale russo.

## Chimica
- È il numero atomico del Mercurio (Hg).

## Fisica
- I filtri fotografici 80A, 80B e 80C sono corretti per il rossore eccessivo sotto l'illuminazione di tungsteno.
- In gradi Réaumur è la temperatura di ebollizione dell'acqua al livello del mare.

## Simbologia

### Religione
- È il limite di età affinché i cardinali possano votare alle riunioni del consiglio papale.

### Smorfia Napoletana
- È il numero rappresentante la bocca secondo la smorfia napoletana.

## Convenzioni

### Informatica
- È il numero della porta standard del TCP/IP per il protocollo HTTP.

## Letteratura
- È il numero di giorni in cui Phileas Fogg e Passepartout viaggiano intorno al mondo nel romanzo di Jules Verne Il giro del mondo in 80 giorni.